# Fideos estilo Singapur

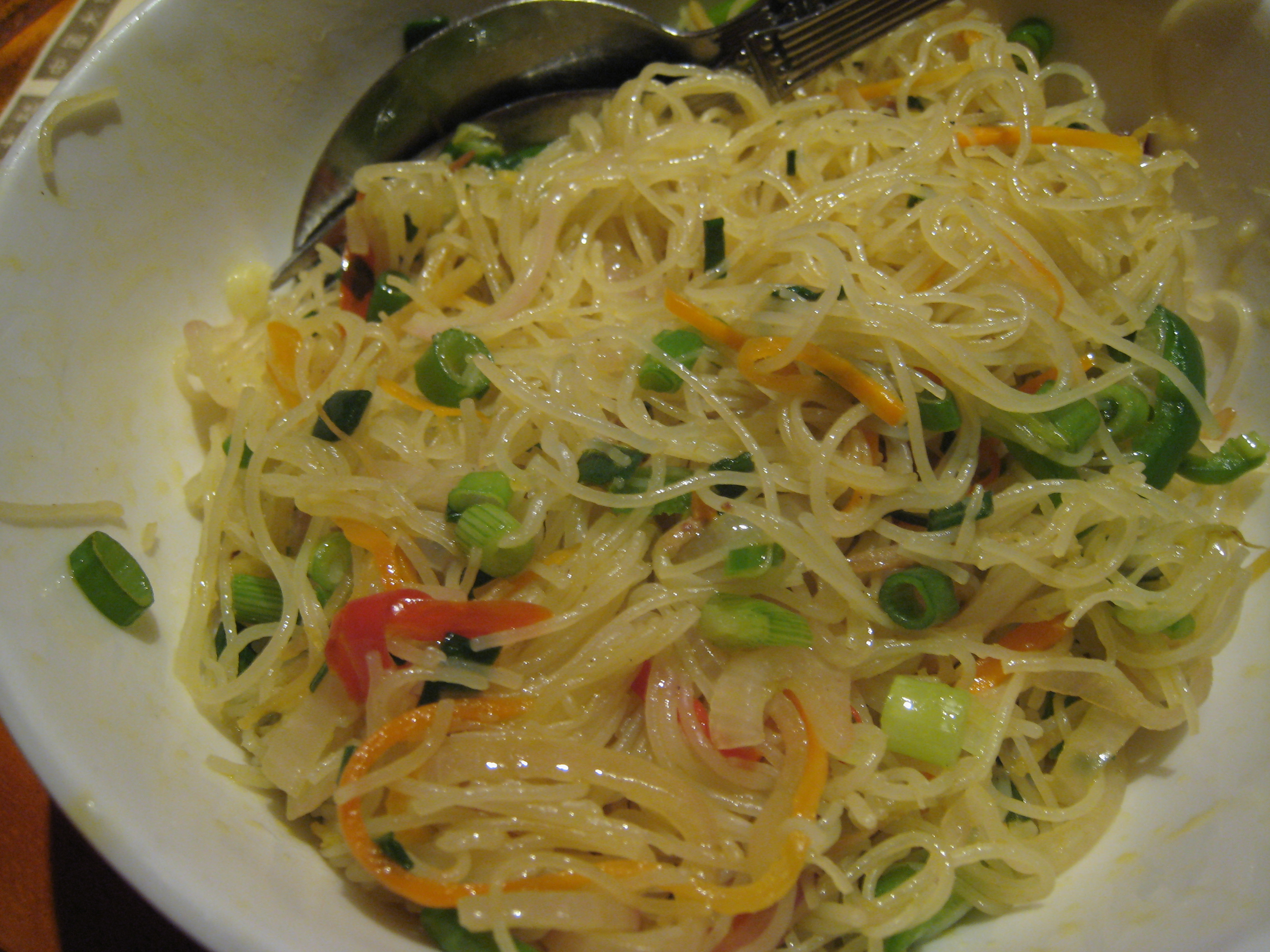
Fideos estilo Singapur.

Los fideos estilo Singapur (en chino tradicional, 新洲米粉; pinyin, Xīn Zhōu Mǐ Fěn) son un plato de vermicelli de arroz salteados y condimentados con curry en polvo, brotes de judía, salsa de soja y pimiento o guindilla en rodajas. Se sirven como plato vegetariano o acompañado de trocitos de pollo, ternera y gamba.

## Origen
El plato aparece en el menú de casi todos los restaurantes de estilo chino (principalmente cantoneses) en Hong Kong, así como en los de Singapur, siendo el plato también muy popular en la cocina inglesa, australiana y chino-estadounidense. Es importante señalar que no proceden de Singapur, basándose su nombre en el estereotipo de que la cocina singapuresa suele ser picante. La receta pudo haber sido inventada por algún restaurador emprendedor ansioso de dar un toque de exotismo a su menú.